# Eugène Mazel
Eugène Mazel ( 1826 - 1890 ) fue un empresario (de especias), y botánico aficionado francés. Diseñó y realizó la Bambuseria de Prafrance en Gard, que pervive en la actualidad. Tras un viaje al Lejano Oriente, donde estudió las moreras, indispensables para el cultivo de los gusanos de seda, trajo consigo algunas especies de bambú.

## Algunas publicaciones

### Libros
- 1940.

- La abreviatura «E.Mazel» se emplea para indicar a Eugène Mazel como autoridad en la descripción y clasificación científica de los vegetales.[3]